# Caccobius ocellipennis
Caccobius ocellipennis är en skalbaggsart som beskrevs av D'orbigny 1913. Caccobius ocellipennis ingår i släktet Caccobius och familjen bladhorningar. Inga underarter finns listade.